# Hudson Thames
Hudson Thames (* 19. März 1994 in Los Angeles, Kalifornien) ist ein US-amerikanischer Schauspieler, Sänger und Musiker. Einem breiten Publikum bekannt wurde er als Stimme von Peter Parker / Spider-Man in den Animationsserien What If…? (2021–2024) und Der freundliche Spider-Man aus der Nachbarschaft (seit 2025).

## Leben und Karriere
Hudson Thames wurde am 19. März 1994 in Los Angeles als Sohn des Musikers Byron Thames und ältester von fünf Brüdern geboren. Als Kind nahm er bereits an mehreren Schauspielkursen teil und erhielt später kleinere Rollen in Fernsehserien wie Without a Trace und Criminal Minds, betrachtete dies jedoch er als Hobby und wandte sich parallel der Musik zu. 2015 unterschrieb er bei der Plattenfirma Republic Records und veröffentlichte mit How I Want Ya seine erste Single, in der Hailee Steinfeld als Gastmusikerin mitwirkte. Nach weiteren Singles im Laufe der Jahre erschien im Januar 2025 sein Debütalbum Bambino.
In der von 2021 bis 2024 veröffentlichten MCU-Animationsserie What If…? übernahm Thames in der fünften Episode erstmals die Vertonung des Superhelden Peter Parker / Spider-Man, regulär dargestellt von Tom Holland. Nachdem er anfangs noch plante Holland's Stimme zu imitieren, entschied er sich jedoch nach kurzer Zeit dagegen und versuchte eine eigene Stimme für die Figur zu finden, auch indem er vorangegangene Filme Hollands hinsichtlich der stimmlichen Energie durchging. Für die ursprünglich im MCU, später allerdings in einer alternativen Zeitlinie angesiedelte Serie  Der freundliche Spider-Man aus der Nachbarschaft verpflichtete man Thames erneut in der Titelrolle, deren Veröffentlichung seit Januar 2025 auf Disney+ erfolgt.
Im Februar 2025 wurde bekannt, dass Thames der Figur ebenfalls in der angekündigten Serie Marvel Zombies seine Stimme leiht.
Im Deutschen hatte Thames bisher unterschiedliche Synchronsprecher, als Peter Parker wird er wie zuvor Holland von Christian Zeiger synchronisiert.

## Filmografie

### Filme
- 2007: Boxboarders!
- 2008: Bone Dry
- 2009: Bride Wars – Beste Feindinnen (Bride Wars, weitere Stimmen)
- 2010: Marmaduke (Stimme)
- 2013: Die Legende der Prinzessin Kaguya (The Tale of the Princess Kaguya, englische Fassung)
- 2015: The A-List
- 2015: Sex, Death & Bowling
- 2018: Next Gen – Das Mädchen und ihr Roboter (Next Gen, weitere Stimmen)
- 2021: Far More

### Serien
- 2006: The Adventures of Big Handsome Guy and His Little Friend (Pilotfilm)
- 2007: Without a Trace – Spurlos verschwunden (Without a Trace, Episode 6x01)
- 2008: The Prince of Motor City (Pilotfilm)
- 2010: Ehe ist… (’Til Death, 2 Episoden)
- 2011: The Protector (Episode 1x03)
- 2011–2012: Rule the Mix (26 Episoden)
- 2011: Shake It Up – Tanzen ist alles (2 Episoden)
- 2011: Criminal Minds (Episode 7x04)
- 2011: Exit 19 (Pilotfilm)
- 2012–2013: Malibu Country (8 Episoden)
- 2012: The Secret Life of the American Teenager (4 Episoden)
- 2012: Greetings from Home (12 Episoden)
- 2013: Mad Men (Episode 6x11)
- 2013: Welcome to the Family (Episode 1x04)
- 2015: Kirby Buckets (Episode 1x13)
- 2017: Sleepovers (Pilotfilm)
- 2019: I Think You Should Leave with Tim Robinson (Episode 1x05)
- 2020: American Soul (2 Episoden)
- 2021: What If…? (Episode 1x05, Stimme)
- 2021: Ghosts (Episode 1x01)
- seit 2025: Der freundliche Spider-Man aus der Nachbarschaft (Your Friendly Neighborhood Spider-Man, Stimme)

## Diskografie

### Singles
- 2015: How I Want Ya (feat. Hailee Steinfeld)
- 2015: How I Want Ya – Dawin Remix (feat. Hailee Steinfeld & Dawin)
- 2017: Gimme
- 2017: LA Models
- 2018: Last Call
- 2019: Bigger Than Us
- 2019: Only
- 2020: Right Back
- 2020: Chess
- 2021: Bruce Wayne
- 2024: Weight (feat. Kelsy Karter, The Heroines & Nuno Bettencourt)
- 2024: 100%
- 2024: Wrong

### EPs
- 2015: Lip Tricks

### Alben
- 2025: Bambino